# Martin Musonde Kivuva
Martin Musonde Kivuva (Muthetheni, 10 febbraio 1952) è un arcivescovo cattolico keniota, dal 9 dicembre 2014 arcivescovo metropolita di Mombasa.

## Biografia
Martin Musonde Kivuva è nato a Muthetheni, nell'attuale contea di Machakos, il 10 febbraio 1952. È il primogenito di una famiglia di sei fratelli e tre sorelle. È stato battezzato il 22 marzo 1952.

### Formazione e ministero sacerdotale
Ha frequentato la Kyambusya Primary School di Muthetheni. Nel 1961, la sua famiglia si è trasferita a Kichaka Samba, nell'attuale contea di Mombasa. Dopo il trasferimento, ha frequentato la Kichaka Samba Primary School. Successivamente, è entrato nel seminario "Santa Maria" di Kwale. In seguito ha studiato filosofia e teologia presso il seminario "San Tommaso d'Aquino" di Nairobi. Ha conseguito diplomi in edilizia e costruzioni presso il Politecnico di Mombasa; in studi religiosi presso l'Università di Nairobi; in gestione degli aiuti presso il Selly Oak College dell'Università di Birmingham; in produzione radio presso l'All Africa Conference of Churches di Nairobi, una comunità ecumenica che rappresenta più di 200 milioni di cristiani africani di 204 Chiese nazionali e consigli cristiani regionali in 43 paesi africani, e in produzione radio e video dell'Institute of Telecommunications di Dallas, in Texas.
Il 9 dicembre 1978 è stato ordinato presbitero per l'arcidiocesi di Mombasa. In seguito è stato vicario parrocchiale della parrocchia di Mwatate a Taita-Taveta; parroco della parrocchia di Nostra Signora di Fátima a Kongowea e cappellano militare officiante delle forze armate del Kenya a Nyali Barracks dal febbraio del 1979 al febbraio del 1989 e parroco di Makupa e coordinatore delle comunicazioni sociali per l'arcidiocesi di Mombasa dal 1989 al 1992.
Nel 1992 è stato incaricato di lavorare alla Ukweli Video Productions a Nairobi. In seguito ne è diventato co-direttore, carica che ha ricoperto fino alla sua nomina a vescovo.

### Ministero episcopale
Il 15 marzo 2003 papa Giovanni Paolo II lo ha nominato vescovo di Machakos. Ha ricevuto l'ordinazione episcopale il 3 giugno successivo nello stadio di Machakos dall'arcivescovo metropolita di Nairobi Raphael Simon Ndingi Mwana'a Nzeki, co-consacranti l'arcivescovo metropolita di Mombasa John Njenga e quello di Nyeri Nicodemus Kirima alla presenza del nunzio apostolico Alain Paul Lebeaupin, di vescovi, sacerdoti e religiosi e religiose provenienti da dentro e fuori la diocesi di Machakos e dell'allora presidente Mwai Kibaki e altri politici di spicco. Durante la stessa celebrazione ha preso possesso della diocesi. Come motto ha scelto l'espressione "That they may be one", tratta dal versetto 17,21 del Vangelo secondo Giovanni.
Si è distinto per l'essere stato un leader visionario nel suo stile di leadership, una virtù che si vede nei numerosi progetti che ha intrapreso nella diocesi tra i quali vi è la stesura di un piano strategico. Monsignor Martin è stato semplice, aperto al dialogo e ha coinvolto il clero, i religiosi, le religiose e i leader laici nella gestione degli affari della diocesi.
Dal maggio del 2007 al 28 giugno 2008 è stato anche amministratore apostolico di Kitui.
Nel novembre del 2007 ha compiuto la visita ad limina.
Il 9 dicembre 2014 papa Francesco lo ha nominato arcivescovo metropolita di Mombasa. Ha preso possesso dell'arcidiocesi il 21 febbraio successivo. Ha continuato a reggere la diocesi di Machakos come amministratore apostolico fino allo stesso mese. 
Nell’aprile del 2015 ha compiuto una seconda visita ad limina.
Nel novembre dello stesso anno ha accolto in Kenya papa Francesco che ha visitato la bidonville di Kangemi a Nairobi e la sua parrocchia di San Giuseppe Lavoratore.
Dal luglio del 2021 al 19 aprile 2024 è stato presidente della Conferenza dei vescovi cattolici del Kenya.
È stato anche presidente di Caritas Kenya.
È considerato un paladino dei diritti delle persone svantaggiate, indipendentemente dall'appartenenza religiosa.

## Genealogia episcopale
La genealogia episcopale è:
- Cardinale Scipione Rebiba
- Cardinale Giulio Antonio Santori
- Cardinale Girolamo Bernerio, O.P.
- Arcivescovo Galeazzo Sanvitale
- Cardinale Ludovico Ludovisi
- Cardinale Luigi Caetani
- Cardinale Ulderico Carpegna
- Cardinale Paluzzo Paluzzi Altieri degli Albertoni
- Papa Benedetto XIII
- Papa Benedetto XIV
- Papa Clemente XIII
- Cardinale Marcantonio Colonna
- Cardinale Giacinto Sigismondo Gerdil, B.
- Cardinale Giulio Maria della Somaglia
- Cardinale Carlo Odescalchi, S.I.
- Cardinale Costantino Patrizi Naro
- Cardinale Lucido Maria Parocchi
- Papa Pio X
- Papa Benedetto XV
- Papa Pio XII
- Cardinale Eugène Tisserant
- Papa Paolo VI
- Arcivescovo Raphael Simon Ndingi Mwana'a Nzeki
- Arcivescovo Martin Musonde Kivuva